# Hipasi
Hippasi (en llatí Hippasius, en grec Ἱππάσιος) fou un cirurgià i veterinari grec del segle iv o segle v que va escriure algunes obres sobre cirurgia veterinària de les que només es conserven alguns fragments, que es troben a la col·lecció d'escriptors d'aquest tema publicats en llatí per Joannes Ruellius a París el 1530, i en grec per Simon Grynaeus a Basilea el 1537.